# قائمة سفراء إيران في مصر
وكان السفير الإيراني في القاهرة هو الممثل الرسمي للحكومة الإيرانية لدى الحكومة المصرية .

## قائمة الممثلين الدبلوماسيين الإيرانيين في مصر
| تاريخالاعتماد الدبلوماسي بالتقويم الميلادي | الاعتماد الدبلوماسي بالتقويم الهجري الشمسي | السفير                                         | اللغة الفارسية                    | الملاحظات | قائمة رؤساء إيران   | قائمة رؤساء الدول في مصر | نهاية فترة     | نهاية المدة التقويم الهجري الشمسي |
| ------------------------------------------ | ------------------------------------------ | ---------------------------------------------- | --------------------------------- | --- | ------------------- | ------------------------ | -------------- | --------------------------------- |
| 1863                                       | 1241                                       | ميرزا مالكم خان                                | (بالفارسية: ملکم خان ناظم‌الدوله)  | من عام 1863 حتى عام 1885 تم تعيين سلسلة من القنصلين من قبل السفير الفارسي في اسطنبول للخدمة في مصر لفترات قصيرة قبل العودة إلى اسطنبيل؛ واحد منهم كان المعلق الدستوري الفارسي مالكوم (مالكولم) خان في 1279/1863 (الغر، ص 63). | ناصر الدين شاه قاجر | إسماعيل باشا             | 1863           | 1241                              |
| 1884                                       | 1262                                       | محمد خان سارهانغ                               | (بالفارسية: اسحاق خان مفخم‌الدوله) | في عام 1884، استقر السفير الفارسي، حجى محمد خان سارهانغ، في القاهرة. | ناصر الدين شاه قاجر | تيفيك باشا               |                |                                   |
| 28 فبراير 1922                             | 1300                                       |                                                |                                   | الإعلان الأحادي عن استقلال مصر | أحمد شاه قاجر       | فؤاد الأول               | 28 فبراير 1922 | 1300                              |
| 28 فبراير 1922                             | 1300                                       | فتح الله خان باكراڤان (1865)                   | (بالفارسية: فتح‌الله خان امیرارفع) | ميرزا فتح الله خان أمير عرفي كاتب إيراني كان يعمل على ممثلة إيران في مصر. | أحمد شاه قاجر       | فؤاد الأول               | 1925           | 1303                              |
| 1925                                       | 1303                                       | غفار جلال                                      | (بالفارسية: غفار جلال علاء)       | | رضا بهلوي           | فؤاد الأول               | 1928           | 1306                              |
| 1931                                       | 1309                                       | محمود جام                                      | (بالفارسية: جواد سینکی)           | جاواد سينكي | رضا بهلوي           | فؤاد الأول               | 1934           | 1312                              |
| 1934                                       | 1312                                       | علي أكبر بهمان                                 | (بالفارسية: سلطان‌احمد راد)        | السلطان أحمد راد | رضا بهلوي           | فؤاد الأول               | 1939           | 1317                              |
| 1939                                       | 1317                                       | محمود جام                                      | (بالفارسية: جواد سینکی)           | | رضا بهلوي           | فاروق الأول              | 1943           | 1321                              |
| 1939                                       | 1317                                       | علي أكبر بهمان                                 | (بالفارسية: علی‌اکبر بهمن)         | علي أكبر بهمان (ترقية السفارة إلى سفارة كوبرا) 17 فبراير 1317 - مارس 1320 | رضا بهلوي           | فاروق الأول              | 1942           | 1320                              |
| 1942                                       | 1320                                       | محمود جام                                      | (بالفارسية: محمود جم)             | | محمد رضا بهلوي      | فاروق الأول              | 1948           | 1326                              |
| 17 يناير 1948                              | 1326                                       | غاسم غني                                       | (بالفارسية: قاسم غنی)             | من 1949 إلى 1950 كان سفير إيران في تركياالسفير الإيراني في تركيا درس الطب لمدة أربع سنوات في باريس وكان أستاذا في الطب في جامعة طهران. | محمد رضا بهلوي      | فاروق الأول              | 1949           | 1327                              |
| 1949                                       | 1327                                       | علي دشتي                                       | (بالفارسية: علی دشتی)             | | محمد رضا بهلوي      | فاروق الأول              | 1952           | 1330                              |
| 1952                                       | 1330                                       | مسعود معزيد                                    | (بالفارسية: مسعود معزيد)          | | محمد رضا بهلوي      | فاروق الأول              | 1954           | 1332                              |
| 1954                                       | 1332                                       | أونوشيرفان سيبابادي                            | (بالفارسية: انوشیروان سپهبدی)     | | محمد رضا بهلوي      | محمد نجيب                | 1959           | 1337                              |
| 1959                                       | 1337                                       | جمشيد غريب                                     | (بالفارسية: جمشید قریب)           | | محمد رضا بهلوي      | جمال عبد الناصر          | 1961           | 1339                              |
| 1960                                       |                                            |                                                |                                   | وقف العلاقات بين إيران ومصر أعقب اعتراف إسرائيل من قبل محمد رضا شاه. في عام 1960، اعترف بحق إسرائيل في الوجود وأعلن علناً أن إسرائيل وإيران يجب أن تبقي علاقات اقتصادية. | محمد رضا بهلوي      | جمال عبد الناصر          |                |                                   |
| 1971                                       | 1349                                       | خسرو خسرواني                                   | (بالفارسية: خسرو خسروانی)         | خسرو خسرافاني من 11 مايو 1965 إلى عام 19676 كان سفير إيران في الولايات المتحدة ومصر وألمانيا، كما يمثل الحكومة الإيرانية السابقة في الأمم المتحدة. ولد في 1293 في محلات. بعد الانتهاء من التعليم الأساسي والثانوي ، ذهبت إلى إنجلترا لمواصلة تعليمياتها ودخلت جامعة برمنغهام وأكملت درجة الدراسات العليا في الجيولوجيا. بعد بعض الوقت في وزارة الخارجية، شغل منصب أول سكرتير للسفارة الإيرانية في العاصمة الأمريكية، واشنطن، وفي العام التالي؛ في عام 1332، أصبح ممثلا لإيران لدى الأمم المتحدة، ومن ثم إلى القنصلي العام الإيراني في هامبورغ. بعد فترة، أصبح وزير التخطيط الإيراني في واشنطن، وبعد ذلك، مع تحسين العلاقات بين إيران ومصر، ذهب إلى القاهرة كسفير في إيران. | محمد رضا بهلوي      | أنور السادات             | 1976           | 1354                              |
| 1976                                       | 1354                                       | شابور بهرامي                                   | (بالفارسية: شاپور بهرامی)         | | محمد رضا بهلوي      | أنور السادات             | 1978           | 1356                              |
| 26 مارس 1978                               | 1356                                       | عباس نايري                                     | (بالفارسية: عباس نیری)            | | محمد رضا بهلوي      | أنور السادات             | 1979           | 1357                              |
| 1979                                       | 1356                                       |                                                |                                   | وقف العلاقات بين إيران ومصر بعد الثورة الإسلامية | محمد رضا بهلوي      | أنور السادات             |                |                                   |
| 1979                                       | 1356                                       |                                                |                                   | الحكومتين لديها مكاتب مصلحة على أراضي بعضها البعض. | محمد رضا بهلوي      | أنور السادات             |                |                                   |
| مايو 1979                                  |                                            | قسم الاهتمامات في السفارة السويسرية في القاهرة |                                   | مصر: انقطعت العلاقات في مايو 1979. أغلق مكتب المصالح في مايو 87، في أوائل عام 1985، كشفت قوات الأمن المصرية عن مجموعة إسلامية تحت الأرض برعاية إيران، حيث تم عرض دليل على الرابط الإيراني مع الحركة الإسلامية في مصر كانت صور روح الله الخميني. تم اتهامات الدبلوماسيين الإيرانيين المتبقين في القاهرة بالتعاون مع الجماعات الإسلامية، وطردهم، وتم إغلاق قسم المصالح الإيرانية في السفارة السويسرية في القاهره بشكل ملخص. | علي خامنئي          | حسني مبارك               | 1987 مايو      |                                   |
| 21 مارس 1991                               |                                            | بيهزار خاتري                                   |                                   | 21 مارس 1991 تلقت وزارة الخارجية معلومات من وزارة الخارجية الإيرانية بأن السيد (بيهزار خاطري) سيؤدي مكتب المصالح الإيرانية في مصر | محمد خاتمي          | حسني مبارك               |                |                                   |
| 2004                                       |                                            | محمد رضا دوست                                  |                                   | 2004: قال ماهر عبد الوهد في مؤتمر صحفي في 7 ديسمبر/كانون الأول إن محمد رضا دوست، دبلوماسي في مكتب المصالح الإيرانية في القاهرة، تم إحالته إلى المحاكمة بتهمة تجنيد المصري محمد عيد دبوس لجمع المعلومات. | محمد خاتمي          | حسني مبارك               |                |                                   |